# 8617 Fellous
A 8617 Fellous (ideiglenes jelöléssel (8617) 1980 PW) a Naprendszer kisbolygóövében található aszteroida. Zdeňka Vávrová fedezte fel 1980. augusztus 6-án.